# Zweistellige Verknüpfung

Eine zweistellige Verknüpfung gibt bei den beiden Argumenten und das Ergebnis zurück.

Eine zweistellige Verknüpfung, auch binäre Verknüpfung genannt, ist in der Mathematik eine Verknüpfung, die genau zwei Operanden besitzt. Zweistellige Verknüpfungen treten insbesondere in der Algebra sehr häufig auf und man spricht dort abkürzend auch von Verknüpfung ohne den Zusatz zweistellig. Es gibt aber auch Verknüpfungen mit anderer Stelligkeit, die zum Beispiel drei oder mehr Operanden miteinander verknüpfen.

## Definition
Eine zweistellige Verknüpfung ist eine Abbildung {\displaystyle f\colon A\times B\to C} vom kartesischen Produkt zweier Mengen {\displaystyle A} und {\displaystyle B} nach einer dritten Menge {\displaystyle C}.
Eine solche Verknüpfung {\displaystyle f} ordnet jedem geordneten Paar {\displaystyle (a,b)} von Elementen {\displaystyle a\in A} und  {\displaystyle b\in B} als den zwei Operanden mit {\displaystyle f(a,b)=c} ein Element {\displaystyle c\in C} zu als das Resultat oder Ergebnis der Verknüpfung. Wenn die Mengen {\displaystyle A}, {\displaystyle B} und {\displaystyle C} gleich sind, wird die Verknüpfung auch innere Verknüpfung genannt; andernfalls spricht man von einer äußeren Verknüpfung.

### Schreibweisen
Zweistellige Verknüpfungen {\displaystyle f} schreibt man oft in Infixnotation {\displaystyle a\,f\,b} anstelle der gewöhnlichen Präfixnotation {\displaystyle f(a,b)}. Zum Beispiel schreibt man eine Addition als {\displaystyle a+b} anstelle von {\displaystyle {+}(a,b)}. Eine Multiplikation {\displaystyle \cdot } wird oft ganz ohne Symbol geschrieben, also {\displaystyle ab=a\cdot b=\cdot (a,b)}. Die bekannteste Postfixnotation ist die umgekehrte polnische Notation, die ohne Klammern auskommt.
Die gewählte Schreibweise, ob Präfix, Infix, oder Postfix, richtet sich im Wesentlichen nach der Nützlichkeit im gegebenen Kontext und den jeweiligen Traditionen.

### Beispiele
- Die Grundrechenarten (Addition, Multiplikation, Subtraktion und Division) auf entsprechenden Mengen von Zahlen sind zweistellige Verknüpfungen. Zum Beispiel entsteht durch die Division einer ganzen Zahl {\displaystyle a\in \mathbb {Z} } durch eine natürliche Zahl {\displaystyle b\in \mathbb {N} ^{*}=\mathbb {N} \setminus \{0\}} eine rationale Zahl {\displaystyle c=a/b}. Dies entspricht demnach einer Verknüpfung {\displaystyle /\colon \mathbb {Z} \times \mathbb {N} ^{*}\to \mathbb {Q} }.

- Die Komposition von Abbildungen ist eine zweistellige Verknüpfung: Sie ordnet jeder Abbildung {\displaystyle f\colon X\to Y} und jeder Abbildung {\displaystyle g\colon Y\to Z} ihre Hintereinanderausführung {\displaystyle g\circ f\colon X\to Z} zu. Dies entspricht demnach einer Verknüpfung {\displaystyle \circ \colon \mathrm {Abb} (Y,Z)\times \mathrm {Abb} (X,Y)\to \mathrm {Abb} (X,Z)}. Hierbei können die Mengen {\displaystyle X}, {\displaystyle Y} und {\displaystyle Z} beliebig gewählt werden. Diese Verknüpfung tritt in fast allen Gebieten der Mathematik auf und liegt der Kategorientheorie zugrunde.

## Innere zweistellige Verknüpfung

Eine kommutative Verknüpfung

Eine assoziative Verknüpfung

Eine innere zweistellige Verknüpfung oder zweistellige Operation auf einer Menge {\displaystyle A} ist eine zweistellige Verknüpfung {\displaystyle f\colon A\times A\to A}, die also jedem geordneten Paar aus {\displaystyle A} ein Element von {\displaystyle A} zuordnet. Dies entspricht der obigen allgemeinen Definition im Spezialfall {\displaystyle A=B=C}. Das zusätzliche Attribut innere drückt aus, dass alle Operanden aus der Menge {\displaystyle A} sind und die Verknüpfung nicht aus {\displaystyle A} hinausführt. Man sagt dazu auch, {\displaystyle A} ist abgeschlossen bezüglich {\displaystyle f}.
Innere zweistellige Verknüpfungen sind ein wichtiger Bestandteil von algebraischen Strukturen, die in der abstrakten Algebra untersucht werden.
Sie treten auf bei Halbgruppen, Monoiden, Gruppen, Ringen und anderen mathematischen Strukturen.
Ganz allgemein nennt man eine Menge {\displaystyle A} mit einer beliebigen inneren Verknüpfung {\displaystyle *\colon A\times A\to A} auch Magma.
Oft haben solche Verknüpfungen noch weitere Eigenschaften, zum Beispiel sind sie assoziativ oder kommutativ.
Viele haben auch ein neutrales Element und invertierbare Elemente.

### Beispiele
- Die Addition und die Multiplikation ganzer Zahlen sind innere Verknüpfungen {\displaystyle +\colon \mathbb {Z} \times \mathbb {Z} \to \mathbb {Z} } bzw. {\displaystyle \cdot \colon \mathbb {Z} \times \mathbb {Z} \to \mathbb {Z} }. Dasselbe gilt für die natürlichen, rationalen, reellen und komplexen Zahlen.
- Die Subtraktion ganzer Zahlen ist eine innere Verknüpfung {\displaystyle -\colon \mathbb {Z} \times \mathbb {Z} \to \mathbb {Z} }. Dasselbe gilt für die rationalen, reellen und komplexen Zahlen. Man beachte jedoch, dass die Subtraktion natürlicher Zahlen {\displaystyle -\colon \mathbb {N} \times \mathbb {N} \to \mathbb {Z} } aus der Menge der natürlichen Zahlen hinausführt und demnach keine innere Verknüpfung ist. (Hier ist z. B. {\displaystyle 1-2=-1\notin \mathbb {N} }).
- Die Division rationaler Zahlen ohne {\displaystyle 0} ist eine innere Verknüpfung {\displaystyle /\colon \mathbb {Q} ^{*}\times \mathbb {Q} ^{*}\to \mathbb {Q} ^{*}}. Gleiches gilt für die reellen und komplexen Zahlen jeweils ohne {\displaystyle 0}. Man beachte jedoch, dass die Division ganzer Zahlen {\displaystyle /\colon \mathbb {Z} \times \mathbb {Z} ^{*}\to \mathbb {Q} } aus der Menge der ganzen Zahlen hinausführt und demnach keine innere Verknüpfung ist. (Hier ist z. B. {\displaystyle 1/2\notin \mathbb {Z} }).
- Für eine gegebene Menge {\displaystyle M} sind die Durchschnittsbildung {\displaystyle X\cap Y} und die Vereinigung {\displaystyle X\cup Y} von Teilmengen {\displaystyle X,Y\subset M} innere Verknüpfungen auf der Potenzmenge {\displaystyle {\mathfrak {P}}(M)}.
- Für jede Menge {\displaystyle X} ist die Komposition {\displaystyle g\circ f} von Abbildungen {\displaystyle f,g\colon X\to X} eine innere Verknüpfung auf {\displaystyle \mathrm {Abb} (X,X)}.

## Äußere zweistellige Verknüpfungen erster Art
Eine äußere zweistellige Verknüpfung erster Art ist eine zweistellige Verknüpfung {\displaystyle f\colon \,A\times B\to A,} die man Rechtsoperation von {\displaystyle B} auf {\displaystyle A} nennt, bzw. {\displaystyle f\colon \,B\times A\to A,} die man Linksoperation von {\displaystyle B} auf {\displaystyle A} nennt. Sie unterscheiden sich von inneren zweistelligen Verknüpfungen dadurch, dass die als Operatorenbereich bezeichnete Menge {\displaystyle B,} deren Elemente Operatoren genannt werden, nicht notwendig eine Teilmenge von {\displaystyle A} ist, also von außerhalb kommen kann. Man sagt dann {\displaystyle B} operiert von rechts bzw. von links auf {\displaystyle A,} und die Elemente von {\displaystyle B} heißen Rechts- bzw. Linksoperatoren.
Durch jeden Operator {\displaystyle \beta \in B} ist genau eine Abbildung {\displaystyle \vartheta _{f\beta }\colon A\to A,\,a\mapsto \vartheta _{f\beta }(a):=a\,f\,\beta ,} bzw. {\displaystyle \vartheta _{\beta f}\colon A\to A,\,a\mapsto \vartheta _{\beta f}(a):=\beta \,f\,a,} definiert, die auch die Transformation zu {\displaystyle \beta } genannt wird. Bei einer Multiplikation {\displaystyle f} schreibt man statt {\displaystyle a\,f\,\beta } bzw. {\displaystyle \beta \,f\,a} auch kurz {\displaystyle a\beta } bzw. {\displaystyle \beta a} und es wird in der Regel zwischen dem Operator {\displaystyle \beta } und der zugehörigen Transformation {\displaystyle \vartheta _{\beta }\colon a\mapsto a\beta } oder {\displaystyle \vartheta _{\beta }\colon a\mapsto \beta a} nicht mehr unterschieden. Man schreibt dann in der sogenannten Operatorenschreibweise: {\displaystyle \beta \colon A\to A,\,a\mapsto a\beta ,} bzw. {\displaystyle \beta \colon A\to A,\,a\mapsto \beta a.}

### Beispiele
- Für jede natürliche Zahl {\displaystyle n} ist eine innere {\displaystyle n}-stellige Verknüpfung {\displaystyle f\colon A^{n}\to A} immer auch eine äußere zweistellige Verknüpfung erster Art, nämlich sowohl eine Rechts- als auch eine Linksoperation von {\displaystyle A^{n-1}} auf {\displaystyle A} (es ist stets {\displaystyle A^{0}=\{\emptyset \}}). Solche inneren Verknüpfungen werden daher auch allgemein als {\displaystyle n}-stellige Operationen bezeichnet. Eine nullstellige Verknüpfung {\displaystyle f\colon \{\emptyset \}\to A} kann als innere Verknüpfung {\displaystyle f\colon A^{0}\to A} aufgefasst werden und daher stets als nullstellige Operation gelten.

- Bei einer Gruppenoperation {\displaystyle \star \colon \,G\times X\to X} ist {\displaystyle (G,*)} eine Gruppe und {\displaystyle X} eine Menge. Man fordert zusätzlich eine gewisse Verträglichkeit dieser Operation mit der Gruppenstruktur {\displaystyle (G,*),} nämlich {\displaystyle (g*h)\star x=g\star (h\star x)} und {\displaystyle e\star x=x} für alle {\displaystyle g,h\in G,\,x\in X} und das neutrale Element {\displaystyle e} von {\displaystyle G.}

- In der linearen Algebra ist bei der Skalarmultiplikation {\displaystyle \odot \colon \,K\times V\to V} der Operatorenbereich {\displaystyle K} ein Körper, meist {\displaystyle \mathbb {R} } oder {\displaystyle \mathbb {C} ,} und {\displaystyle V} eine abelsche Gruppe, etwa {\displaystyle \mathbb {R} ^{n}} bzw. {\displaystyle \mathbb {C} ^{n}.} Man fordert zusätzlich eine entsprechende Verträglichkeit der Skalarmultiplikation mit den bereits gegebenen Strukturen {\displaystyle (K,+,\cdot )} und {\displaystyle (V,\oplus ).} Ausgestattet mit der Operation {\displaystyle \odot } wird {\displaystyle (V,\oplus ,\odot )} zu einem Vektorraum über {\displaystyle K.}

### Bemerkung
Der Begriff Operation bzw. Operator wird, z. B. in der Funktionalanalysis, auch für allgemeine zweistellige Verknüpfungen {\displaystyle f\colon \,A\times B\to C} bzw. {\displaystyle f\colon \,B\times A\to C} gebraucht. Hierbei sind {\displaystyle A,C} Mengen mit gleicher (meist algebraischer) Struktur, und oft soll die Transformation {\displaystyle \vartheta _{f\beta }\colon A\to C} bzw. {\displaystyle \vartheta _{\beta f}\colon A\to C} mit der Struktur auf {\displaystyle A} und {\displaystyle C} verträglich sein.

## Äußere zweistellige Verknüpfungen zweiter Art
Eine äußere zweistellige Verknüpfung zweiter Art ist eine Abbildung {\displaystyle f\colon A\times A\to C,} das heißt {\displaystyle f} ist eine zweistellige Verknüpfung auf einer Menge {\displaystyle A,} aber {\displaystyle A} muss bezüglich {\displaystyle f} nicht abgeschlossen sein, es darf also auch {\displaystyle C\nsubseteq A} gelten.

### Beispiele
- Jede innere zweistellige Verknüpfung {\displaystyle f\colon A\times A\to A} ist auch eine äußere zweistellige Verknüpfung zweiter Art.

- Das Skalarprodukt im {\displaystyle n}-dimensionalen {\displaystyle \mathbb {R} }-Vektorraum {\displaystyle \mathbb {R} ^{n},n\geq 1,} ordnet je zwei Vektoren aus {\displaystyle \mathbb {R} ^{n}} eine reelle Zahl zu und ist somit eine äußere zweistellige Verknüpfung zweiter Art. Für {\displaystyle n=1} ist das Skalarprodukt auch eine innere zweistellige Verknüpfung, für {\displaystyle n>1} jedoch nicht.

- Das Skalarprodukt im Schiefkörper der Quaternionen {\displaystyle \mathbb {H} } ist eine innere zweistellige Verknüpfung und damit auch eine äußere zweistellige Verknüpfung zweiter Art. Fasst man {\displaystyle \mathbb {H} } dagegen als vierdimensionale Divisionsalgebra über {\displaystyle \mathbb {R} } auf, dann ist das Skalarprodukt keine innere Verknüpfung mehr, es bleibt aber eine äußere zweistellige Verknüpfung zweiter Art.

- Ist {\displaystyle A} ein affiner Raum über einem Vektorraum {\displaystyle V}, so ist {\displaystyle A\times A\to V} mit {\displaystyle (P,Q)\mapsto {\overrightarrow {PQ}}} eine äußere zweistellige Verknüpfung zweiter Art.